# Heino Heiden
Heino Heiden (* 6. Oktober 1923 in Barmen; † 23. Juni 2013 in Bad Schwartau) war ein deutsch-kanadischer Balletttänzer, Choreograf, Ballettmeister sowie Gründer der „Schule für Ballett Heino Heiden“, des „Lübecker Kinder-Tanztheaters Heino Heiden“ (LKT) und des Privattheaters „Theaterhaus“ in Lübeck.

## Leben
Heiden wurde in Barmen (heute Wuppertal) geboren und wuchs in Hagen auf, wo er bereits 1932 als Neunjähriger sein Bühnendebüt als „Piccolo“ in der  Benatzky-Operette  Im weißen Rößl gab. Ähnliche Rollen übernahm er in Köln, Dortmund, Berlin und München, wo er in Der liebe Augustin mit Leo Slezak auf der Bühne war. Unterwegs wurde er von einer Privatlehrerin unterrichtet. Er sollte im Film Peterle (Regie Joe Ralph) die Rolle des Peterle übernehmen, der Film wurde aber nicht verwirklicht und vor der weiteren Karriere bestanden seine Eltern darauf, dass Heiden die Schule abschloss.
Seine Ausbildung als Tänzer erhielt er ab 1940 bei Tatjana Gsovsky und Victor Gsovsky in Berlin, bei Olga Preobajenska in Paris und Antony Tudor in New York. Sein erstes Engagement hatte er an der Staatsoper Berlin.
Nach Ende des Zweiten Weltkriegs wurde er Solotänzer an der Staatsoper Dresden, dem das Engagement an der Komischen Oper Berlin folgte. Er tanzte bei der umstrittenen „Abraxas Tournee Ballett Company“ und war in den so genannten „Abraxas“-Skandal um das gleichnamige Werk Werner Egks verwickelt, das Marcel Luipart choreografiert hatte. 1951 bis 1952 hatte er ein Engagement am Staatstheater am Gärtnerplatz in München.
1952 folgte er seiner Freundin Igna, die für die DEFA gearbeitet und mit der er eine Wohnung in Berlin geteilt hatte, nach Kanada. Dort heirateten sie nach seiner Einreise, um bürokratische Hindernisse zu umgehen. 1953 wanderte auch sein Partner Peter Flinsch nach Kanada aus.
In Vancouver inszenierte Heiden bis 1954 Prokofjews Cinderella für ein Privattheater. Es folgten Ravels Daphnis et Chloé, Strawinskis Apollon musagète sowie weitere Werke nach Ibert, Poulenc, Liszt und Egk. Diese Arbeiten „machten ihn in der internationalen Ballettszene bekannt“, urteilte der Feuilletonist Wolfgang Tschechne. Von 1954 bis 1960 arbeitete er überwiegend als Choreograf für das kanadische Fernsehen und gastierte  bei verschiedenen Ballettkompagnien wie dem Washington Ballet, dem Royal Winnipeg Ballet und dem Vancouver Ballet sowie in München und Amsterdam. Für den Fernsehsender CBC gestaltete er 1954 neun Monate lang die wöchentliche Kindertanzsendung In The Storybook, die in Tanz umgesetzte Märchen zeigte.
Werner Egk empfahl Heiden für die Position des Ballettdirektors am Nationaltheater Mannheim. Diese hatte er von 1960 bis 1963 inne, später an der Oper Antwerpen. 1967 kam Heiden nach Lübeck. Zu dieser Zeit waren das Theater Lübeck und das Theater Kiel von Sparmaßnahmen betroffen. Die Balletttruppen beider Theater wurden zur „Ballett-Gemeinschaft Lübeck-Kiel“ zusammenlegt, deren Leiter Heiden wurde. Das Konzept bewährte sich nicht, die Ballettgemeinschaft wurde nach einer Spielzeit aufgelöst.
1968 gründete Heiden in Lübeck seine „Schule für Ballett Heino Heiden“, die später Dependancen in Bad Schwartau und Neumünster erhielt. Aus seiner Schule gingen Tänzerinnen wie Silvia Behnke und Tänzer wie Johannes Kritzinger und Kay Ramczyk hervor.
Aus der Ballettschule entstand 1974 das Lübecker Kinder-Tanztheater Heino Heiden (LKT). Mit seinen Eleven trat Heiden außerhalb Lübecks und im Ausland auf, so 1981 auf Einladung von Karl Vibach mit Der Nussknacker im Theater des Westens in Berlin, im Theater am Goetheplatz in Bremen, in der Hamburgischen Staatsoper mit Peter und der Wolf, in Kopenhagen im Ny Theater ebenfalls mit dem Nussknacker, 1982 am Teatro Godoni in Venedig sowie in Wales in Llangollen (1988), unter anderem mit Joplin.
Die Hansestadt Lübeck zeichnete das Lübecker Kinder-Tanztheater 1985 mit dem Hanse-Kulturpreis aus. Die Auszeichnung wurde Heiden von Bürgermeister Robert Knüppel „in Anerkennung und Würdigung seiner Leistungen zur Förderung der Kultur in der Hansestadt Lübeck“ verliehen. Ausgezeichnet wurde mit dem Preis auch der langjährige Ausstattungs- und Verwaltungsleiter Hans-Ulrich Hettinger.
Am 19. Januar 1989 eröffnete Heiden in der Dr.-Julius-Leber-Straße 23 das „Theaterhaus“, ein Privattheater mit 99 Plätzen. Michael Goden, Ausstattungsleiter des Lübecker Theaters, hatte ein ehemaliges Produktionsgebäude zum Theater umgestaltet. Es zeigte unter anderem experimentelles Schauspiel, Kabarett und Chanson-Abende. Als das Theater Lübeck 1993 für die Zeit der Sanierung geschlossen wurde, nutzte die städtische Bühne Heidens Theaterhaus für ihr Studioprogramm.
Ende 1994 übernahm Johannes Kritzinger Heidens Ballettschule und das Kindertanztheater. Er führt sie zusammen mit seiner Frau Caroline Maylin-Kritzinger als „Lübecker Kinder-Tanztheater“ und als „Schule für Ballett Johannes Kritzinger“ mit Standorten in der St.-Annen-Straße und in Pansdorf fort.
Heiden starb im Juni 2013 im Alter von 89 Jahren in Bad Schwartau.